# Brun näshornsfågel
Brun näshornsfågel (Anorrhinus austeni) är en asiatisk fågel i familjen näshornsfåglar inom ordningen härfåglar och näshornsfåglar.

## Utseende
Brun näshornsfågel är en medelstor (60–75 cm), brun näshornsfågel med en kraftig, gulaktig näbb. Hanen är vit på kind, strupe och övre delen av bröstet medan resten av undersidan är rostbrun. I flykten syns vita stjärtspetsar (utom på de centrala stjärtpennorna) och vitt längst ut på vingen. Honan är enfärgat brun. Närbesläktade tenasserimnäshornsfågeln, som tidigare inkorporerade austeni, skiljer sig genom orangebrunt på nedre delen av ansiktet och strupen hos hanen och hos honan svart näbb och gråare undersida.

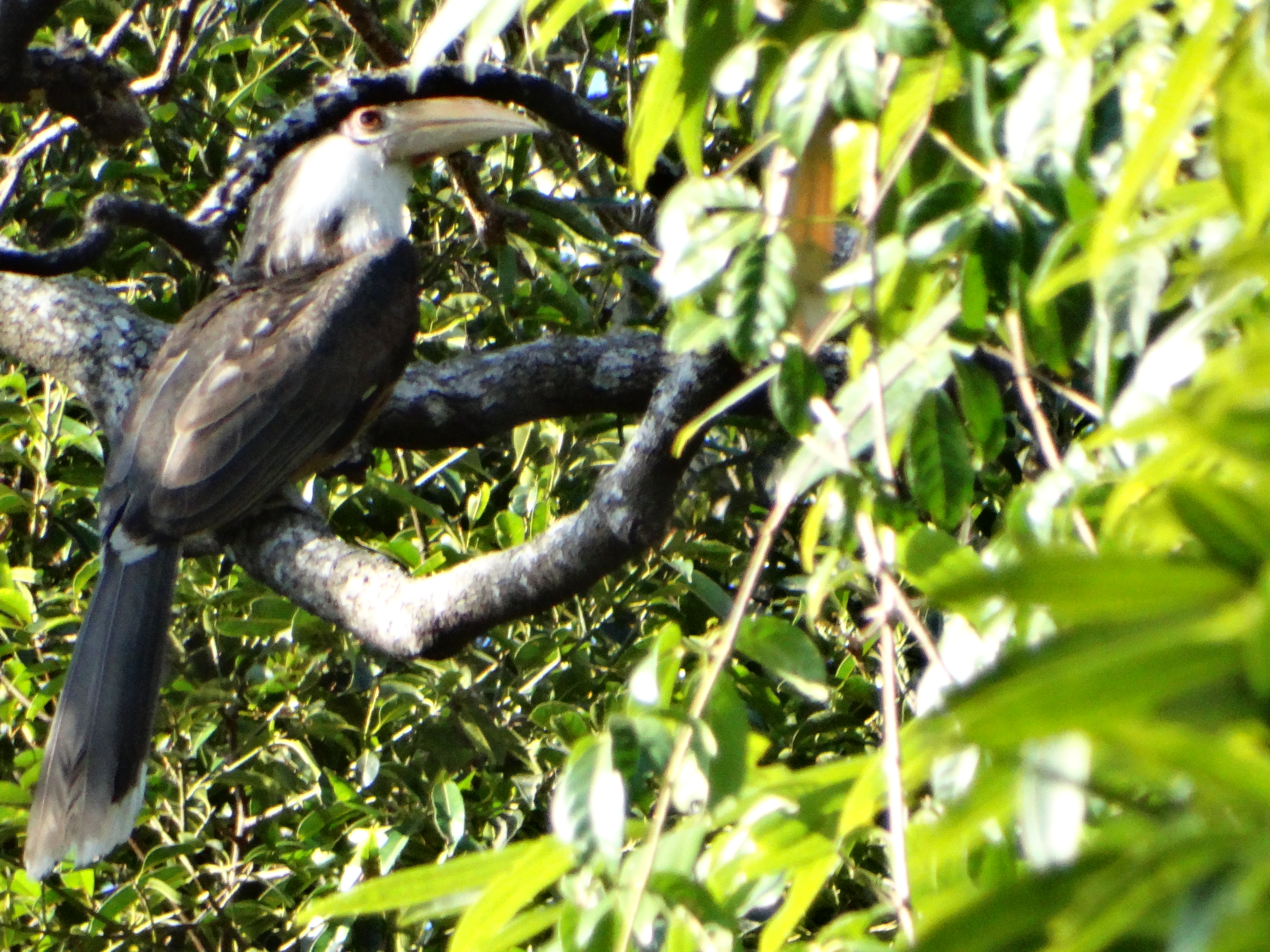

## Utbredning och systematik
Fågeln förekommer från Assam, Myanmar och sydvästra Kina till Thailand och Indokina. Den behandlas som monotypisk, det vill säga att den inte delas in i några underarter.

## Status och hot
Brun näshornsfågel har troligen en rätt liten världspopulation och tros dessutom minska till följd av habitatförlust och jakt. Internationella naturvårdsunionen IUCN kategoriserar den därför som nära hotad.

## Namn
Fågelns vetenskapliga artnamn hedrar Henry Haversham Godwin-Austen (1834-1923), överstelöjtjant och utforskare i British Army som också gav namn åt berget K2, Mount Godwin Austen.